# Xenosella coxospinosa
Xenosella coxospinosa är en kräftdjursart som beskrevs av Just 2005. Xenosella coxospinosa ingår i släktet Xenosella och familjen Xenosellidae. Inga underarter finns listade i Catalogue of Life.